# Вруш
Вруш (рут. Вырыш) — село в Рутульском районе Дагестана в составе Лучекского сельского поселения.

## Географическое положение
Расположено в 14 км к северо-западу от райцентра Рутул (по шоссе около 20 км), на левом берегу горной речки Врушмери (Улуб) (левый приток реки Кара-Самур). Ближайшие населённые пункты — Лучек в 3,5 км южнее и Джилихур в 4 км на запад. Высота над уровнем моря 2029 м.

## Население
| 1895 | 1926 | 1939 | 1970 | 2002 | 2010 | 2021 |
| ---- | ---- | ---- | ---- | ---- | ---- | ---- |
| 181  | ↗236 | ↗282 | ↘258 | ↘58  | ↘32  | ↘14  |

Моноэтническое рутульское село.

## Инфраструктура
В селе Вруш располагается начальная школа.